# Членство України в міжнародних організаціях
Це список міжнародних організацій, членом або спостерігачем у яких є Україна.
Міністерство закордонних справ України відповідає за ведення Єдиного державного реєстру міжнародних організацій, членом яких є Україна. Інформація Реєстру оновлюється двічі на рік.
1. Внутрішньо-європейська організація податкових адміністрацій, англ. (IOTA)
2. Всесвітній поштовий союз (ВПС), англ. Universal Postal Union (UPU)
3. Всесвітня метеорологічна організація (ВМО), англ. World Meteorological Organization (WMO)
4. Всесвітня митна організація, англ. World Customs Organization (WCO)
5. Всесвітня організація інтелектуальної власності (ВОІВ), англ. World Intellectual Property Organization (WIPO)
6. Всесвітня організація охорони здоров'я (ВООЗ), англ. World Health Organization (WHO)
7. Всесвітня туристична організація (ЮНВТО), англ. World Tourism Organization (WTO)
8. Гаазька конференція з міжнародного приватного права (ГК МПП), англ. Hague Conference on International Private Law
9. Генеральна конвенція мір та ваг (CGPM)
10. Дунайська комісія (ДК), Commission du Danube (CD)
11. Енергетичне співтовариство Energy Community
12. Євроазіатське співробітництво національних метрологічних установ (КООМЕТ) Euro-Asian Cooperation of national metrological institutions (СООМЕТ)
13. Євразійська група з протидії легалізації злочинних доходів і фінансуванню тероризму (ЄАГ) Eurasian group on combating money laundering and financing of terrorism (EAG)
14. Європейська асоціація національних метрологічних інститутів (ЕВРАМЕТ) / (EURAMET)
15. Європейська і середземно-морська організація захисту рослин (ЄОЗР) European and Mediterranian Plant Protection Organization (EPPO)
16. Європейська конференція міністрів транспорту (ЄКМТ) European Conference of Ministers of Transport (ECMT), ЄКМТ було перетворено у Міжнародний транспортний форум (МТФ) за рішенням Ради Міністрів ЄКМТ, у травні 2006 року
17. Європейська конференція цивільної авіації (ЄКЦА) European Civil Aviation Conference (ECAC)
18. Європейська організація вищих органів фінансового контролю European Organization of Supreme Audit Institutions (EUROSAI)
19. Європейська організація з безпеки аеронавігації ЄВРОКОН-ТРОЛЬ (EURO-CONTROL)
20. Європейська організація супутникового зв'язку (Євтелсат) European Telecommunications Satellite Organization, (Eutelsat)
21. Європейська та середземно-морська організація з карантину та захисту рослин, ЄОКЗР (European and Mediterranian Plant Protection Organization, EPPO)
22. Європейський банк реконструкції та розвитку (ЄБРР) European Bank for Reconstruction and Development (EBRD)
23. Комісія зі збереження морських живих ресурсів Антарктики (ККАМЛР) Commission for the Conservation of Antarctic Marine Living Resources (CCAMLR)
24. Комісія Конвенції про захист Чорного моря від забруднення (конвенційний орган) Commission of the Convention on the Protection of the Black Sea Against Pollution
25. Міжнародна асоціація з контролю за якістю насіння (ІСТА) International Seed Testing Association (ISTA)
26. Міжнародна асоціація розвитку (МАР) International Development Association (IDA)
27. Міжнародна гідрографічна організація (МГО) International Hydrographic Organization (IHO)
28. Міжнародна гуманітарна комісія із встановлення фактів (МГКВФ) International Humanitarian Fact-Finding Commission (IHFFC)
29. Міжнародна електротехнічна комісія (МЕК) International Electrotechnical Commission (IEC)
30. Міжнародна європейська інноваційна науково-технічна програма "EUREKA" Inter-governmental organization for pan-European research and development funding and coordination
31. Міжнародна комісія з наукових досліджень Середземного моря (МКНДС) International Commission for Scientific Exploration of the Mediterranian Sea (CIESM)
32. Міжнародна комісія з великих гребель (МКВГ) International Commission on Large Dams (ICOLD)
33. Міжнародна комісія по захисту ріки Дунай Конвенції про співробітництво по охороні та сталому використанню ріки Дунай International Commission for the Protection of the Danube River for the Convention on Cooperation for the Protection and Sustainable Use of the Danube River
34. Міжнародна морська організація (ІМО) International Maritime Organization (IMO)
35. Міжнародна організація виноградарства та виноробства (МОВВ) International Vine and Wine Organization (OIV)
36. Міжнародна організація вищих органів фінансового контролю International Organization of Supreme Audit Institutions (INTOSAI)
37. Міжнародна організація з міграції (МОМ) International Organization for Migration (IOM)
38. Міжнародна організація з цукру (МОЦ) International Sugar Organization (ISO)
39. Міжнародна організація космічного зв'язку (Інтерсупутник) International Organization of Space Communications (INTERSPUT- NIK)
40. Міжнародна організація кримінальної поліції (МОКП)- Інтерпол International Criminal Police Organization (ICPO)-Interpol
41. Міжнародна організація морського супутникового зв'язку (Інмарсат) International Maritime Satellite Organization (Inmarsat)
42. Міжнародна організація праці (МОП) International Labour Organization (ILO)
43. Міжнародна організація стандартизації (МОС) International Organization for Standardization (ISO)
44. Міжнародна організація супутникового зв'язку «Інтелсат» International Telecommuni- cations Satelite Organization (Intelsat)
45. Міжнародна організація франкофонії (МОФ) Organisation International de la Francophonie
46. Міжнародна організація цивільної авіації (ІКАО) International Civil Aviation Organization (ICAO)
47. Міжнародна організація цивільної оборони (МОЦО) International Civil Defence Organization (ICDO)
48. Міжнародна рада військового спорту International Military Sports Council (CISM)
49. Міжнародна рада по зерну (МРЗ) International Grains Council (IGC)
50. Міжнародна фінансова корпорація (МФК) International Finance Corporation (IFC)
51. Міжнародне агентство з атомної енергії (МАГАТЕ) International Atomic Energy Agency (IAEA)
52. Міжнародне бюро виставок (МБВ) Bureau International des Expositions (BIE)
53. Міжнародне епізоотичне бюро (МЕБ) International Office of Epizootics (OIE)
54. Міжнародний банк реконструкції та розвитку (МБРР) International Bank for Reconstruction and Development (IBRD)
55. Міжнародний валютний фонд (МВФ) International Monetary Fund (IMF)
56. Міжнародний орган з морського дна (МОМД) International Seabed Authority (ISA)
57. Міжнародний союз електрозв'язку (МСЕ) International Telecommunication Union (ITU)
58. Міжнародний союз з охорони нових сортів рослин (УПОВ) International Union for the Protection of New Varieties of Plants (UPOV)
59. Міжнародний транспортний форум (МТФ) International Transport Forum (ITF)
60. Міжнародний трибунал з морського права (МТМП) International Tribunal for the Law of the Sea (ITLOS)
61. Міжнародний центр вивчення питань збереження та відновлення культурних цінностей (ІККРОМ) International Centre for the Study of the Preservation and Restoration of Cultural Property (ICCROM)
62. Міжнародний центр наукової та технічної інформації (МЦНТІ) International Centre for Scientific and Technical Information (ICSTI)
63. Міжурядова організація міжнародних залізничних перевезень (ОТІФ)
64. Об'єднаний інститут ядерних досліджень (ОІЯД) Joint Institute for Nuclear Research (JINR)
65. Організація державних метрологічних установ країн Центральної та Східної Європи (СООМЕТ)
66. Організація з безпеки і співробітництва в Європі (ОБСЄ) Organization for Security and Cooperation in Europe (OSCE)
67. Організація з заборони хімічної зброї (ОЗХЗ) Organization for the Prohibition of Chemical Weapons (OPCW)
68. Організація з рибальства в північно-західній частині Атлантичного океану (НАФО) Northwest Atlantic Fisheries Organization (NAFO)
69. Організація за демократію та економічний розвиток — ГУАМ Organization for Demokracy and Economic Development-GUAM
70. Організація Об'єднаних Націй (ООН) United Nations Organization (UN)
71. Організація Об'єднаних Націй з питань освіти, науки та культури (ЮНЕСКО) United Nations Educational, Scientific and Cultural Organization (UNESCO)
72. Організація Об'єднаних Націй з промислового розвитку (ЮНІДО) United Nations Industrial Development Organization (UNIDO)
73. Організація співробітництва залізниць (ОСЗ) Organization for Collaboration of Railways (OSJD)
74. Організація Чорноморського економічного співробітництва (ОЧЕС) Black Sea Economic Cooperation Organization (BSEC)
75. Підготовча Комісія Організації Договору про всеосяжну заборону ядерних випробувань (ПК ОДВЗЯВ)
76. Постійна палата третейського суду Permanent Court of Arbitration (PCA)
77. Продовольча та сільськогосподарська організація Організації Об'єднаних Націй (ФАО) Food and Agriculture Organization of the United Nations (FAO)
78. Рада Європи (РЄ) Council of Europe (CE)
79. Світова асоціація автомобільних магістралей (PIARC) World Road Association (PIARC)
80. Світова організація торгівлі (СОТ)
81. Український науково-технологічний центр (УНТЦ) Science and Technology Center in Ukraine (STCU)
82. Центрально-європейська ініціатива (ЦЄІ) Central European Initiative (CEI)
83. Чорноморський банк торгівлі та розвитку (ЧБТР) Black Sea Trade and Development Bank (BSTDB)
84. Ініціатива трьох морів (ІТМ) Three Seas Initiative (3SI або TSI)

## Організації, у які може в майбутньому вступити Україна
Україна є також потенційним кандидатом до таких організацій:
- Центральноєвропейська асоціація вільної торгівлі (CEFTA)

див.: Ukraine, Croatia broaden ties
- Організація Північноатлантичного договору (НАТО)

див.: Відносини Україна — НАТО, План дій щодо членства в НАТО і програми НАТО: Рада євроатлантичного партнерства, Партнерство
- Європейський Союз (ЄС)

див.: Україна і Європейський Союз, Вступ України до Європейського Союзу.